# قصر ابونصر

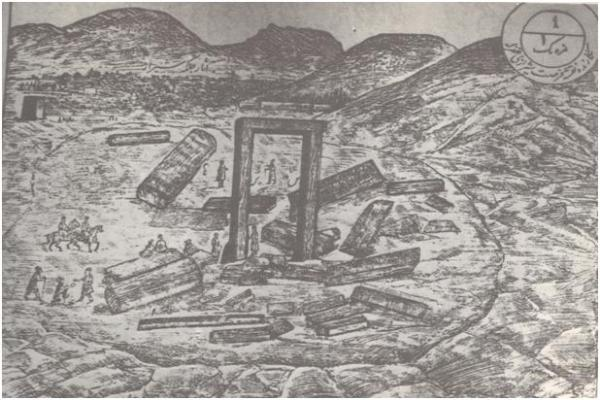
تصویری از نقش برجسته‌های سنگ‌های قصر ابونصر از کتاب فارسنامهٔ ناصری

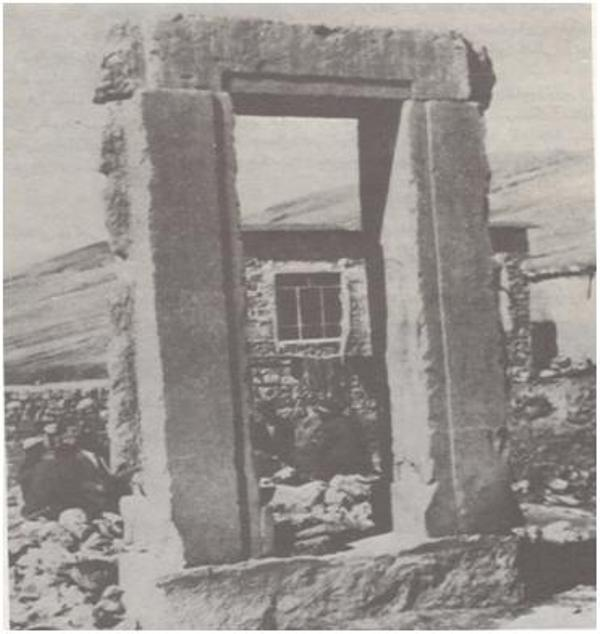
تصویری از ویرانه‌های قصر ابونصر، کتاب قصر ابونصر نوشتۀ ریچاردفرای

نمای هوایی در ۱۳۳۱ از قصر ابونصر

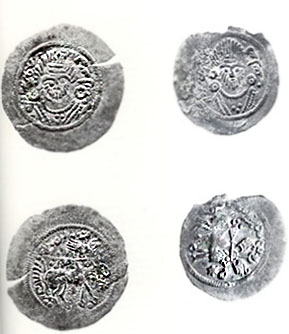
تصاویری از چند سکه یافت شده

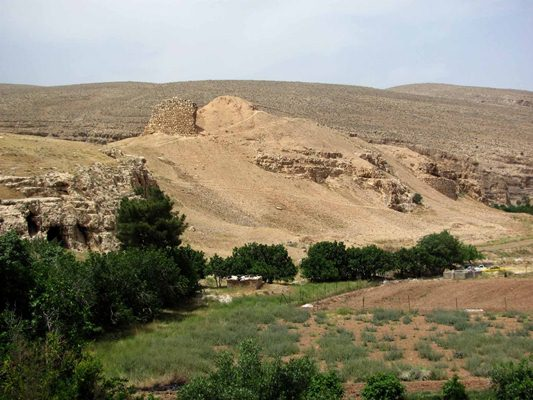
نمایه دور از قصر ابونصر ۱۳۹۰

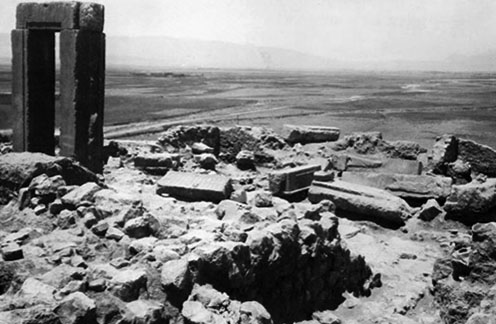
نمایی از سر در قصر ابونصر ۱۹۳۱–۱۹۳۳ یا ۱۳۱۰–۱۳۱۲.

قصر ابونصر یا تخت ابونصر یا تخت مادر سلیمان بقایای بناهایی چون یک حصار سنگی، دیوارهای آجری، ساختمان‌های خشتی و آستانه‌های سنگی فرو افتاده در شرق شیراز، بر بالای یک تپه است. بر اساس کاوش‌های انجام شده در این محل نمونه‌های سفال و قطعات ظروف سنگی عهد هخامنشی را با سکه‌ها و آثاری دیگر از عهد سلوکی، اشکانی و ساسانی کشف کرده‌اند. بر پایهٔ این کشفیات معلوم شد که در عهد اشکانیان بنایی محکم و محصور در آنجا احداث شده و در زمان ساسانیان هم مورد استفاده کامل بوده است. برخی بقایای قصر ابونصر در اطراف و بالای تپه‌هایی در حوالی برم دلک واقع شده است. مهرهایی مربوط به اواخر ساسانی و اوایل اسلام، در محل قصر ابونصر یافت شده که حاوی نام شیراز است.

## ثبت در آثار تاریخی ایران
این محل با نام «تخت سلیمان» در تاریخ ۲۴ شهریور ۱۳۱۰ در فهرست آثار تاریخی ایران ثبت شده است.

## موقعیت
قصر ابونصر پیشتر در فاصله شش کیلومتری شیراز بوده ولی اکنون بخشی از منطقه هفت شهرداری است و در نزدیکی شهرک نصر قرار دارد. در گذشته، محلی معروف به قصر ابونصر در نزدیکی قصر بوده که اکنون محلهٔ سرتل حسین‌آباد نام دارد. این قلعه-شهر زمانی تجارت بسیار پر رونقی داشته و احتمالاً یک شاهراه تجاری در جنوب ایران بوده است. چندین سکه و مهر چینی و یونانی در مجموعهٔ کشفیات تخت ابونصر به چشم می‌خورد.

## تحقیقات باستان‌شناختی
طی حفاری‌های گروه کاوش دانشگاه شیکاگو و موزه متروپولیتن نیویورک در ‎(۱۹۳۱–۱۹۳۳) ‎۱۳۱۰–۱۳۱۲ بقایای شهرکی مربوط به اشکانیان از زیر توده‌های خاک بیرون آمده از جمله آثار بدست آمده سفال‌ها، سکه‌ها و مهرهای بسیاری بود. بر روی یکی از سکه‌ها نام شیراز در وسط و ارتشیرخوره در اطراف آن خوانده شد با پیدایش و قرائت این سکه روشن شد که در این محل شهری یا شهرکی که از شهر جدید شیراز فاصله چندانی نداشته به نام شیراز قرار داشته که بخشی از استان اردشیرخوره محسوب می‌شده است. در دورهٔ ساسانی مرکز این ناحیه شهر باستانی گور بوده که بعدها در دورهٔ اسلامی و به روایت مشهور در عهد عضدالدوله دیلمی به فیروزآباد شهرت یافت. پس از دو فصل حفاری، تحقیقات بیشتری در این محل صورت نگرفت تا اینکه در سالهای پس از سوم شهریور ماه ۱۳۲۵ این مکان باستانی توسط عده‌ای از دهقانان مجاور اشغال گردید و چند خانهٔ روستائی ساخته شد و قسمتی از سنگ‌های قصر ابونصر را در شالوده و دیوار خانه‌های روستائی مذکور بکار بردند. گروه کاوش دانشگاه شیکاگو که ریچارد فرای در آن حضور داشته، یک عکس هوایی نیز از محوطهٔ تخت ابونصر گرفته‌اند.

## خاستگاه نام شیراز
نام شهر شیراز برگرفته از نام قلعه‌ای در اطراف شیراز کنونی در محل قصر ابونصر است. آنگونه که پیدا است در هنگام بنای شهر نام این قلعه بر شهر شیراز نهاده شده است.
بر اساس تحقیقات جان لیمبرت و اشارهٔ حمدالله مستوفی، نشانه‌هایی از سکونت پیش از اسلام در محل یا نزدیک شیراز وجود داشته که نام شهر را به آن داده است. کتیبه‌ای ایلامی در تخت جمشید حاوی نام قلعه‌ای به نام تیرازیس یا شیرازیس است. با توجه با اشارات موجود در منابع اسلامی، اسناد و شواهد باستان‌شناسی و مهرهای مربوط به اواخر ساسانی و اوایل اسلام که نام شیراز را دربردارد، قصر ابونصر در شرق محل کنونی شهر بوده که شیراز نام داشته است. در محل اولیه شیراز، این استحکامات موجود در محل قصر ابونصر بوده که همان محل قلعهٔ تیرازیس یا شیرازیس یاد شده در لوح تخت جمشید است و بعدها پس از آنکه شهر فعلی شیراز در نزدیک این قلعه بنیان نهاده شده، این شهر نام خود را از این قلعه در حوالی شهر به یادگار گرفته است. همچنین نام شیراز همراه بخش اردشیرخوره دوره ساسانی به مرکزیت فیروزآباد ذکر شده است و شیراز جزئی از آن بوده است. اردشیرخوره یکی از پنج بخشی بوده است که استان فارس ساسانیان را تشکیل می‌داده است. این اطلاعات در مهرهای ساسانی مربوط به اواخر ساسانی و اوایل دوران اسلامی کشف شده در محل قصر ابونصر در شرق محل کنونی شهر شیراز بدست آمده است و لیمبرت چنین پیشنهاد می‌نماید که استحکامات موجود در محل قصر ابونصر همان قلعهٔ تیرازیس یا شیرازیس یاد شده در لوح‌های ایلامی پارسه است و بعدها پس از آنکه شهر فعلی شیراز در نزدیک این قلعه بنیان نهاده شده، این شهر نام خود را از این قلعه در حوالی شهر به یادگار گرفته است.

## شیراز قبل از اسلام
باستان‌شناسان موزهٔ متروپولیتن نیویورک نیز با توجه به نتایج حفاری‌های خود در محل قصر ابونصر، این استحکامات و احتمالاً روستاهای اطراف را به عنوان محل شیراز پیش از اسلام پیشنهاد می‌کنند. آن‌ها گفته‌های بلخی در سده ۱۲ نقل می‌کنند که می‌گوید: در محلی که شیراز کنونی وجود دارد منطقه‌ای بوده است با چند قلعه در میان دشتی باز. آنان در مورد داستان بنیان نهاده شدن شهر جدید شیراز و انتقال آن به محل جدید چنین نظر می‌دهند که انتقال یک شهر در بسیاری جاهای دیگر مانند نیشابور و قاهره نیز اتفاق افتاده است. در این حالت پس از تحولات یا تغییراتی سیاسی، شهر به محلی در نزدیکی شهر قدیم منتقل شده و شهر قدیمی رها گشته تا به شهری حاشیه‌ای یا تلی از خرابه تغییر پیدا کند.
لیمبرت، شهبازی و آرتور آربری هر سه فهرستی از نشانه‌های متعددی از سکونت دائم در دشت شیراز و اطراف محل کنونی شیراز در دوران پیش از اسلام را ذکر کرده‌اند. مانند نگاره‌های سنگی مربوط به اوایل ساسانی، اشارات موجود به دو آتشکده (به نام‌های هرمزد و کارنیان) و قلعه‌ای باستانی به نام شاه موبد و آثار کشف شده در قلعه ساسانی در محل فعلی قصر ابونصر.
فرصت‌الدوله شیرازی صاحب آثار عجم که تألیف آن را در اوائل قرن چهاردهم هجری قمری به پایان رسانده راجع به بازدید محققانه خویش از این محل می‌نویسد: «روز هجدهم شهر صفرالمظفر سنه یکهزار و سیصد و هفت هجری مطابق یکهزار و هشتصد و هشتاد و نه مسیحی از شهر شیراز حرکت نمودم از دروازه مشهور به قصاب‌خانه که در سمت جنوب شرقی شیراز واقع است بیرون آمده قریب یک فرسنگ برفتم به قصر ابونصر. قصر ابونصر یکی از امکنه ایست که مأمور بودم بجهت برداشتن نقشه آن و این آثار و بنا در سمت مشرق شیراز است. بر بالای کوهی که چندان ارتفاع ندارد و سوار به سهولت می‌تواند بالارود. در آنجا محوطه‌ای است بمقدار بیست ذرع طول و بیست ذرع عرض در آن محوطه پارچه سنگ‌های عظیم بر زمین افتاده همه شکسته و در هم ریخته و معلوم است که در شکستن آن‌ها تعمد کرده‌اند و از غرایب آنکه تمام آن سنگ‌ها سیاه است به خلاف آن کوه. معلوم می‌شود که سنگ‌های این عمارت را از جای دیگر حمل و نقل نموده در این مکان آورده و بکار برده‌اند از وضع و محاذات چنین مستنبط می‌شود که آنجا عمارتی بوده بسیار عالی تمام از سنگ براق و آن عمارت چهار در داشته به چهار سمت از آن درب‌ها هنوز دو استوانه برپاست ارتفاع هر استوانه تقریباً پنج ذرع و عرض آن درگاه سه ذرع است و یکپارچه سنگ نیز بر سر آن دو استوانه است و بر روی دو سنگ استوانه از دو طرف صورت دو شخص را نقش نموده‌اند.

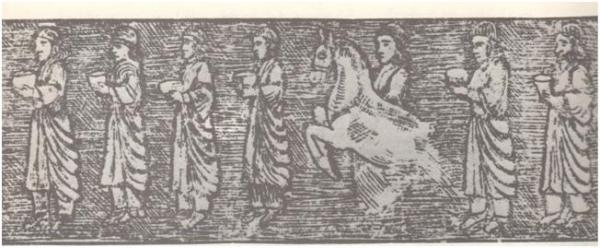
نقاشی فرصت‌الدوله شیرازی از آثار قصر ابونصر، کتاب آثار عجم

در فارسنامهٔ ناصری که در سال‌های آخر قرن سیزدهم هجری قمری تألیف یافته دربارهٔ این مکان تاریخی چنین آمده: «قصر ابونصر … فرسخی بیشتر شرقی شیراز است. بر کوه شمال قصر ابونصر چهار درگاه هر یک از سه سنگ که در بازوی هر یک از سه ذرع شاه گذشته و پهنای هر یک ذرع و نیمی بیشتر است و در هر دو بازوی آن‌ها از جانب داخل دو صورت آدمی از سنگ تراشیده و این چهار درگاه بر چهار جانب عمارتی بوده که درازای هر ضلعی از آن نزدیک به دوازده ذرع است و اکنون از آن عمارت جز آن چهار درگاه چیزی باقی نیست و بر سنگ‌هایی که دیوار آن عمارت بوده و افتاده است صورت آدمی و جانوران بسیار تراشیده‌اند و رنگ تمام این سنگ‌ها سیاه است و تمثال آن‌ها بزرگ … و در داخل درهٔ این کوه جایی است که آن را مسجد سلیمان علی نبینا و علیه السلام گویند».

## دین منطقه قبل از اسلام
منقول است که اهالی این شهر باستانی شیراز، زرتشتیانی بودند که با ظهور اسلام مسلمان شدند. 

## نگارخانه

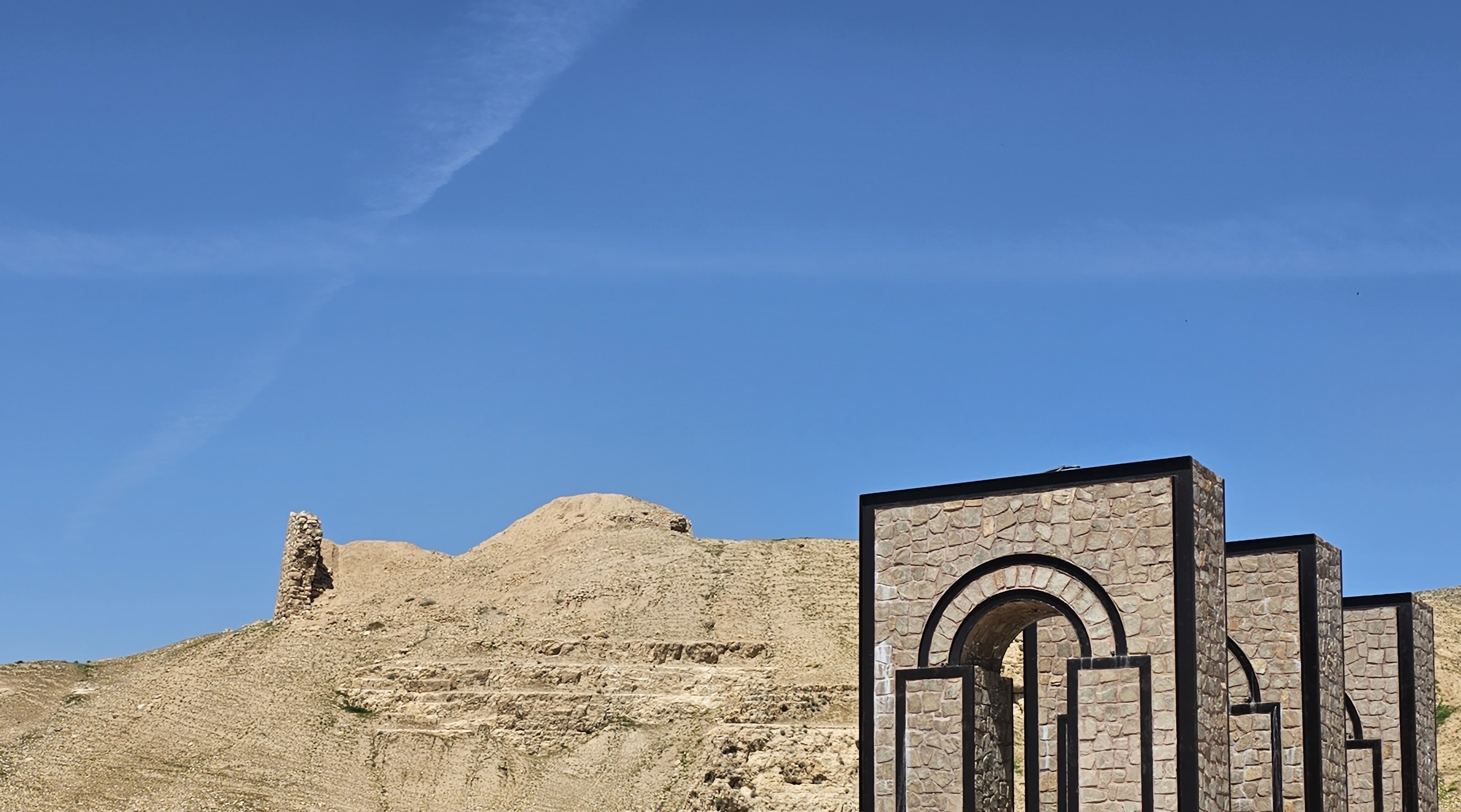
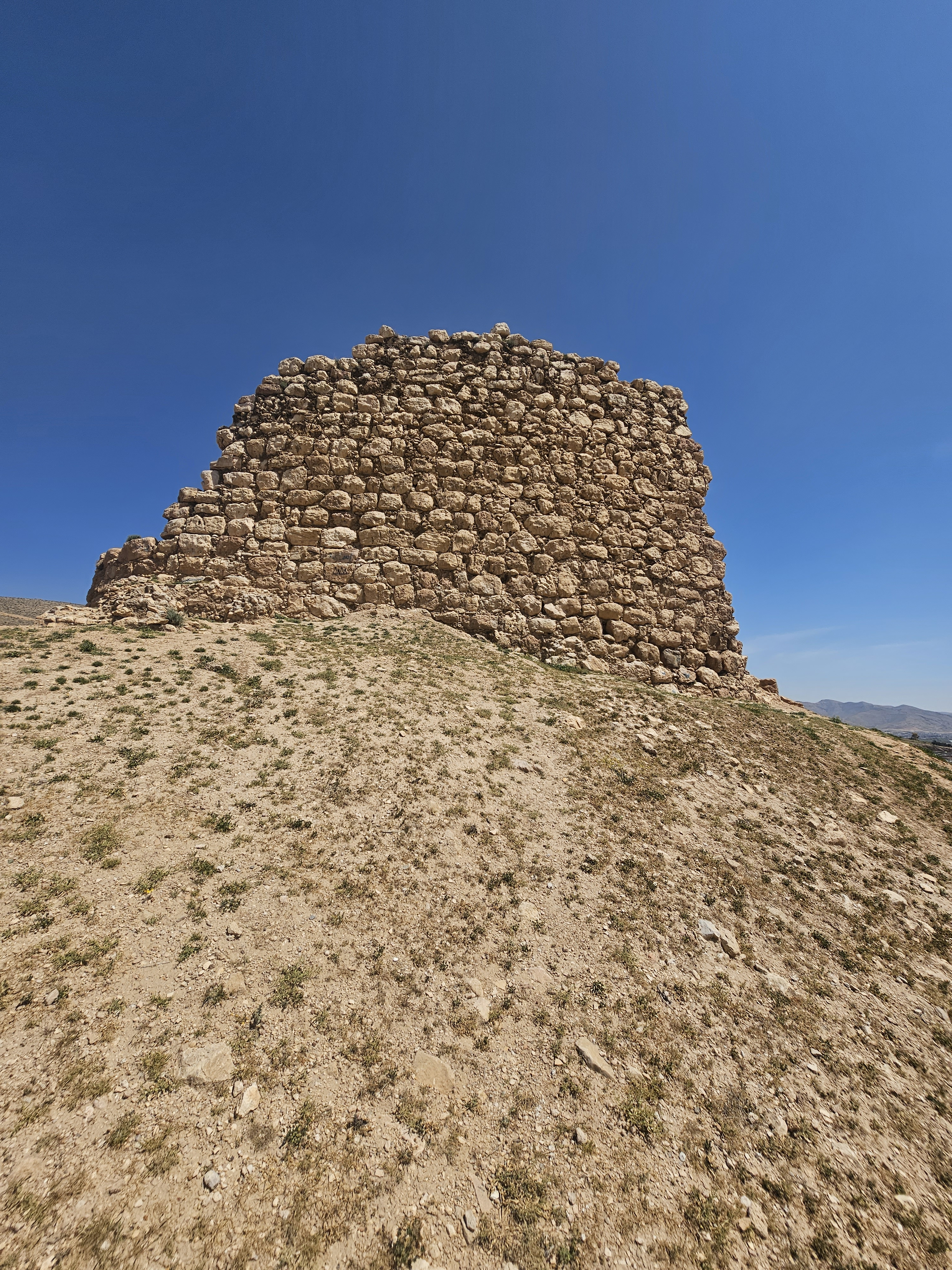
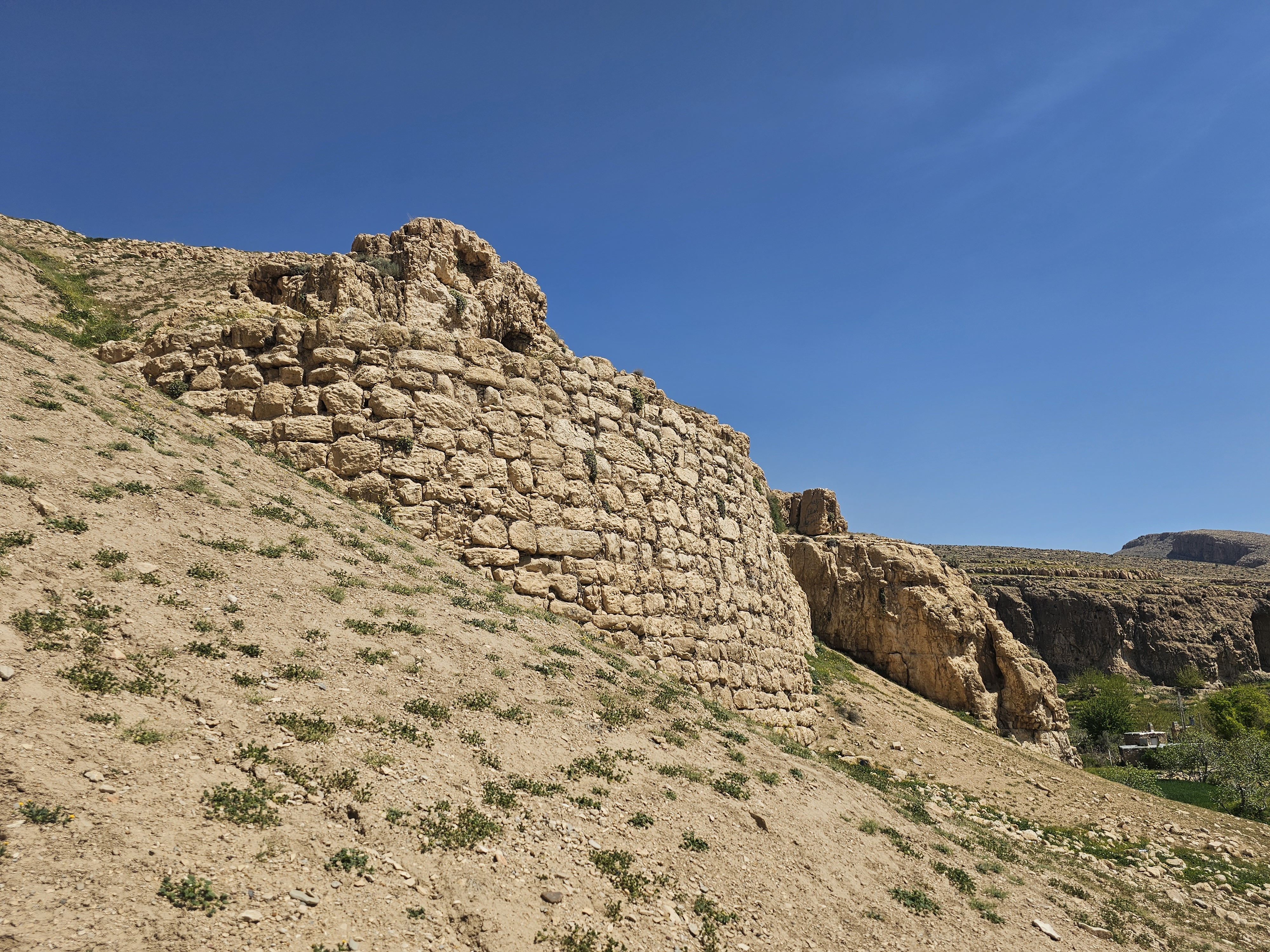
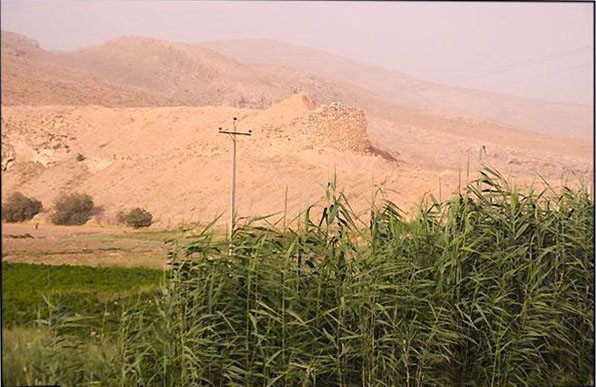
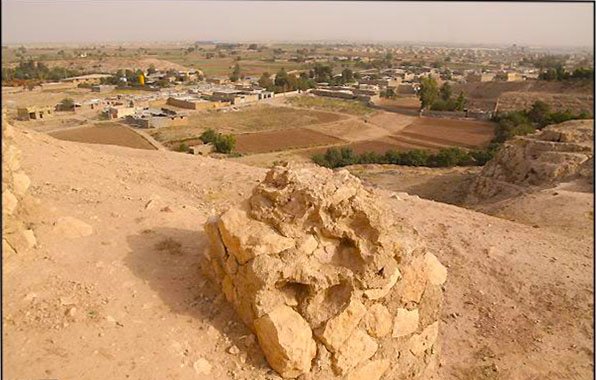
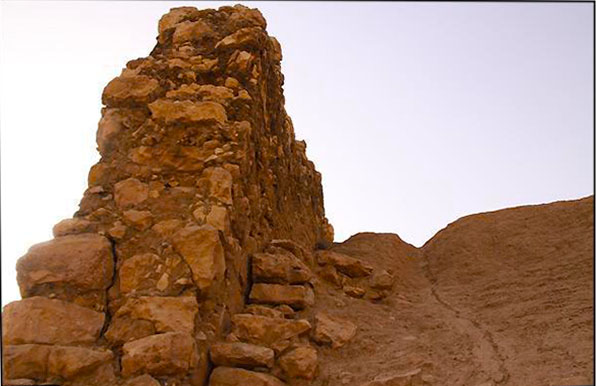
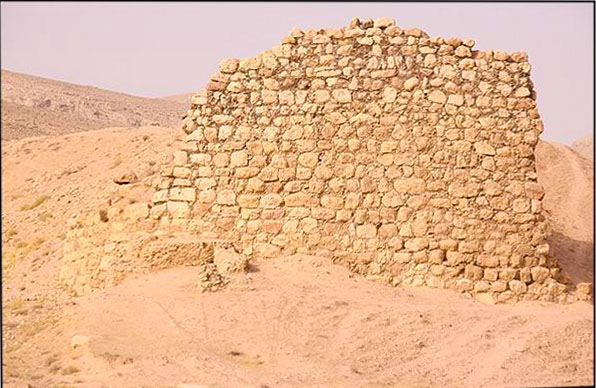
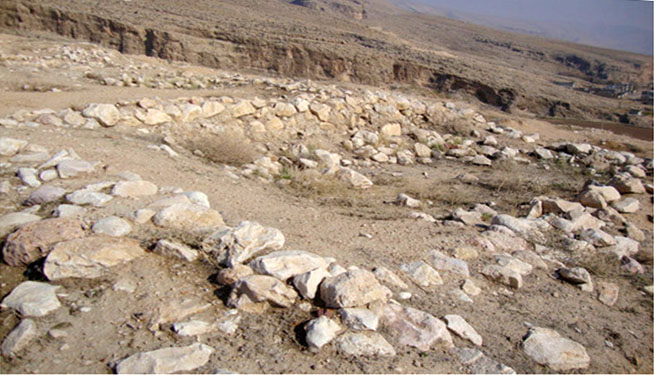
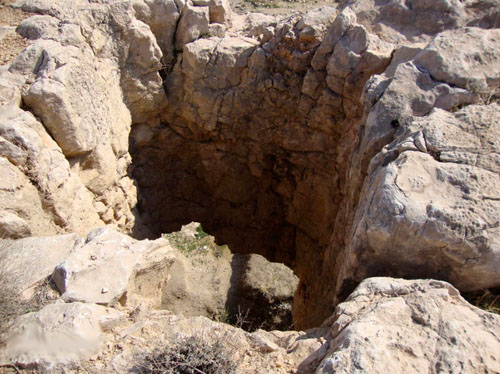
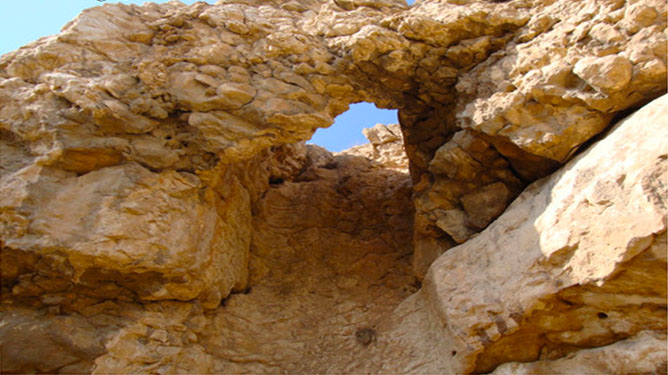
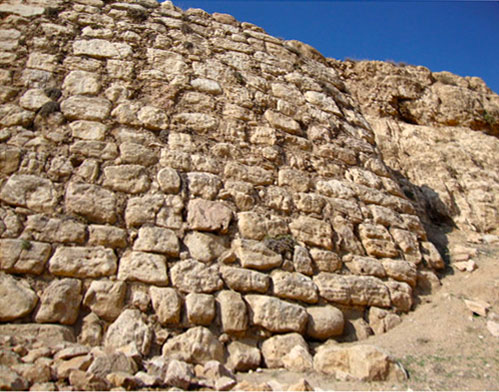
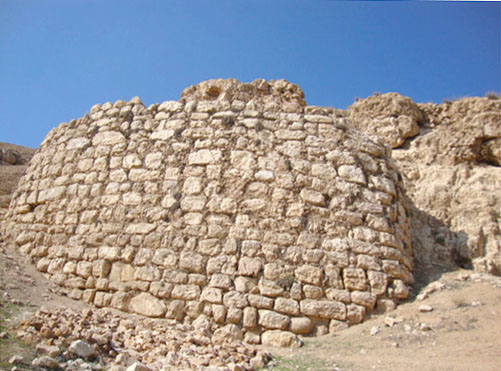
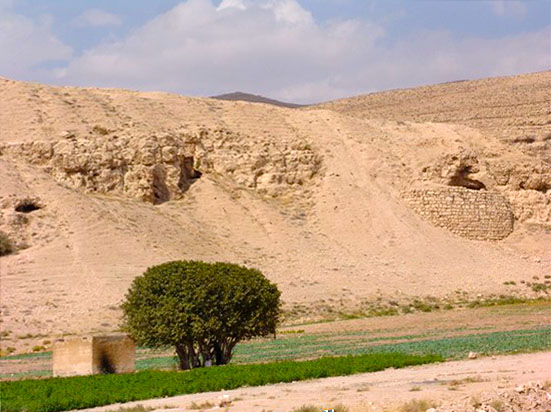
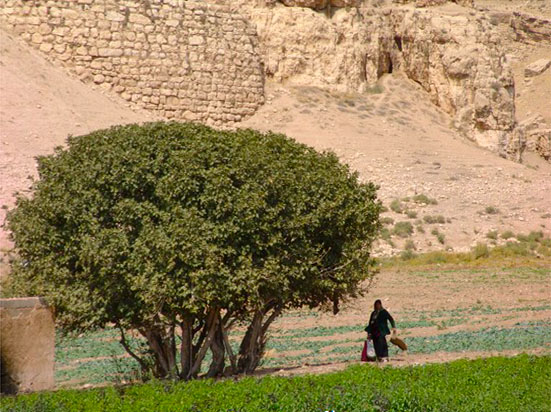
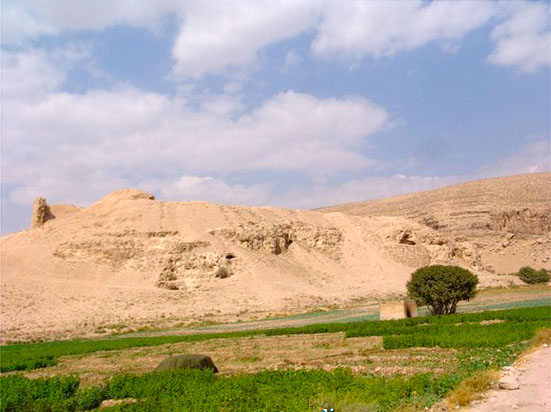
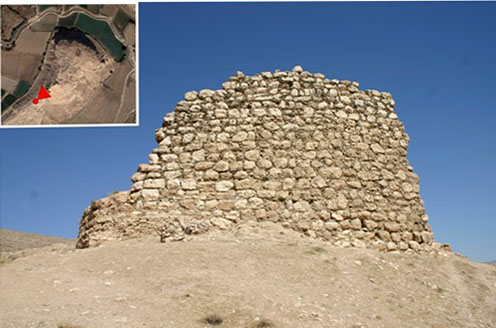
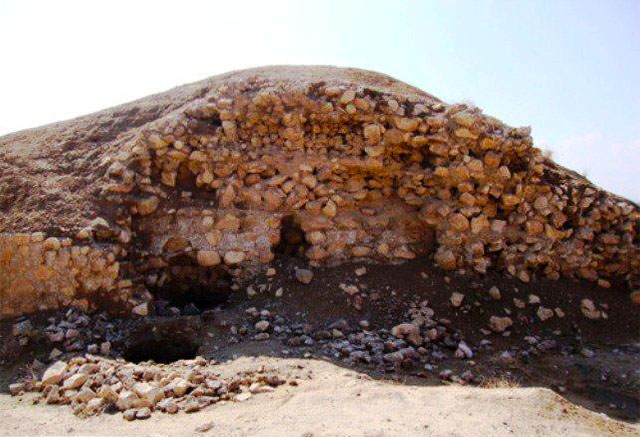
بقایایی از برج دیده‌بانی
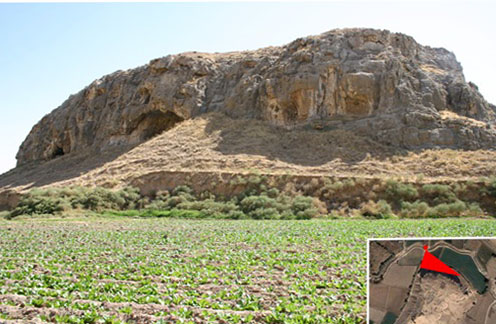
ضلع شمالی تپه، دیوارهٔ سنگی عمودی، مانعی طبیعی در برابر مهاجمان.